# Akigumo
L'Akigumo (秋雲? lett. "Nuvole autunnali") è stato un cacciatorpediniere della Marina imperiale giapponese, diciannovesima e ultima unità della classe Kagero. Fu varato nell'aprile 1941 dal cantiere navale Uraga, a Tokyo.
Assegnato alla 5ª Divisione portaerei, operò inquadrato nella 1ª Flotta aerea del viceammiraglio Chūichi Nagumo, alternando il ruolo di scorta ravvicinata tra il gruppo di rifornimento e le portaerei; fece un'apparizione nella battaglia delle Midway (4-6 giugno 1942). In estate fu integrato nella nuova squadra di portaerei e, pertanto, fu in prima linea sia nella battaglia delle Salomone Orientali (23-25 agosto), sia nella battaglia delle isole Santa Cruz (25-26 ottobre): alla conclusione di quest'ultima mandò a fondo, con il cacciatorpediniere Makigumo, la portaerei USS Hornet. Dopo aver contribuito allo sgombero di Guadalcanal (febbraio 1943) operò nei mesi successivi tra la Nuova Guinea e le isole Salomone, spesso fungendo da trasporto rapido; ridislocato nelle acque settentrionali del Pacifico, partecipò all'evacuazione di Kiska in estate, quindi tornò a Rabaul e combatté nella battaglia navale di Vella Lavella (6-7 ottobre). Per il resto del 1943 e nei primi mesi del 1944 espletò compiti di scorta al traffico marittimo, si trattasse di convogli, di grandi unità militari o di gruppi da battaglia fino a quando l'11 aprile, assegnato in solitaria a scortare una nave appoggio idrovolanti, non fu centrato da due siluri di un sommergibile: affondò in appena due minuti con il comandante e oltre metà dell'equipaggio.

## Servizio operativo

### Costruzione
Il cacciatorpediniere Akigumo fu ordinato nell'anno fiscale edito dal governo giapponese nel 1939. La sua chiglia fu impostata nel cantiere navale della ditta Uraga, a Tokyo, il 2 luglio 1940 oppure, secondo un'altra fonte, il 20 luglio 1940. Il varo avvenne l'11 aprile 1941 e fu completato il 27 settembre dello stesso anno. Poiché era l'ultimo esemplare della classe Kagero e risultava essere spaiato, il cacciatorpediniere fu assegnato alla 5ª Divisione portaerei, costituita dalla Shokaku e dalla Zuikaku e posta alle dipendenze della 1ª Flotta aerea.

### 1941-1942
Il comando fu assunto dal capitano di fregata Terumichi Arimoto e, il 18 novembre 1941, l'Akigumo salpò da Saeki e arrivò il 22 alla baia di Hitokappu, sull'isola di Etorofu: qui si radunò la 1ª Flotta aerea del viceammiraglio Chūichi Nagumo per effettuare l'attacco di Pearl Harbor. Il cacciatorpediniere rimase a protezione delle portaerei nel corso dell'andata, delle operazioni aeree e della traversata di ritorno, conclusasi il 24 dicembre a Kure: qui il comando passò al capitano di fregata Masahira Soma, dacché Arimoto era stato trasferito alla testa del Kagero per rimpiazzarne il capitano in pessime condizioni di salute. Dopo essersi spostato alla rada di Hashirajima e aver completato una breve sessione di addestramento, l'8 gennaio 1942 l'Akigumo salpò al seguito della squadra, questa volta diretta alla grande base di Truk in pieno oceano e raggiunta il 14; da qui la 1ª Flotta aerea al completo salpò il 20 e lanciò un attacco aereo su Rabaul in Nuova Britannia. Il giorno successivo l'Akigumo e altri cacciatorpediniere furono distaccati con le portaerei Shokaku e Zuikaku che colpirono obiettivi a Lae e Salamaua (21 gennaio) per poi dare copertura aerea allo sbarco a Rabaul e a Kavieng (23 gennaio). Tornò a Truk il 29 con le altre navi ma, due giorni dopo, giunsero notizie di raid aeronavali statunitensi contro le isole Marshall: subito la 1ª Flotta aerea partì verso est per dare battaglia, ma senza esito. La squadra diresse dunque per le isole Palau, ove si fermò l'8 febbraio per riorganizzarsi; il giorno successivo l'Akigumo fu distaccato con l'Arare allo scopo di accompagnare la sola Zuikaku a Yokosuka, raggiunta il 13 e dove l'Akigumo fu momentaneamente assegnato a pattugliamenti antisommergibile tra questa città e Tateyama. Tra il 26 febbraio e il 3 marzo, tuttavia, rimase in bacino di carenaggio a Yokohama. L'8 salpò da Yokosuka con il Kagero di scorta alla Zuikaku; la piccola formazione s'incontrò in alto mare con la Shokaku e l'Arare e, quindi, le navi fecero rotta per l'isola di Wake allo scopo di rispondere ad alcuni attacchi aeronavali statunitensi. Durante il viaggio, però, l'azione fu annullata e il 16 le unità erano nuovamente a Yokosuka. Salparono il giorno dopo e si ricongiunsero il 24, alla baia Staring, con il resto della 1ª Flotta aerea per prepararsi all'incursione giapponese nell'Oceano Indiano: la flotta salpò il 27 marzo e, nella prima metà di aprile, i velivoli giapponesi colpirono duramente Ceylon, ma la Eastern Fleet britannica non si fece vedere in forze, pertanto Nagumo tornò indietro. Nel corso dell'operazione l'Akigumo sorvegliò con il Maikaze e l'Hagikaze il gruppo rifornimento di sei petroliere e il 10 aprile, proprio in chiusura dell'attacco, fu trasferito all'appena attivata 10ª Squadriglia che rimpiazzava nell'organico della 1ª Flotta aerea la 1ª Squadriglia. In particolare l'Akigumo entrò nei ranghi della 10ª Divisione cacciatorpediniere, già comprendente il Kazagumo, il Makigumo e lo Yugumo. Fu quindi incaricato di scortare la 5ª Divisione portaerei fino a Yokosuka, compresa una tappa alla base militare di Mako, e si fermò il 23 a Kure dove fu revisionato. Salpò il 27 con il resto della 1ª Flotta aerea nel quadro dell'offensiva generale giapponese contro l'atollo di Midway, nuovamente assegnato alla difesa del gruppo petroliere; dopo il riuscito attacco dei bombardieri in picchiata statunitensi, però, fu urgentemente disposto nella formazione della superstite Hiryu (comunque ridotta a un relitto nel pomeriggio del 4 giugno). Il 6 giugno rimontò le petroliere e le scortò in Giappone, per poi seguire il grosso della Flotta Combinata a Ominato: tra il 24 giugno e il 7 le forze da battaglia incrociarono nelle acque delle isole Aleutine per parare eventuali mosse statunitensi contro Attu e Kiska, appena occupate, ma senza imbattersi nella United States Navy.

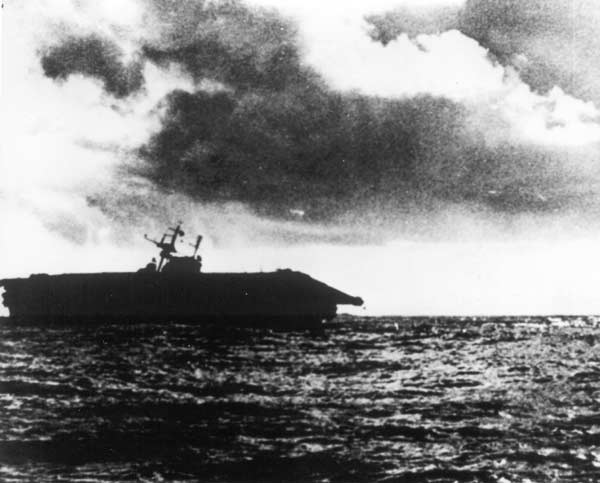
La portaerei Hornet, inclinata e fuori uso, fu colata a picco dallAkigumo e dal Makigumo

Il 14 luglio la 10ª Divisione e il resto della 10ª Squadriglia passarono agli ordini della 3ª Flotta, l'erede della disarticolata 1ª Flotta aerea e sempre al comando del viceammiraglio Nagumo. Tra il 5 e l'8 agosto l'Akigumo fu in mare con la Shokaku e funse da unità picchetto nel corso delle esercitazioni dei gruppi imbarcati. Giunta la notizia degli sbarchi statunitensi a Guadalcanal e Tulagi, l'Akigumo e la portaerei tornarono a Hashirajima dove si concentrò la flotta d'appartenenza prima della partenza per Truk, avvenuta il 16; quattro giorni dopo la formazione ebbe nuovi ordini di riunirsi in alto mare con la 2ª Flotta, dirigere direttamente a nord delle isole Salomone e dare battaglia alle portaerei nemiche: nel corso dello scontro del 23-25 agosto l'Akigumo fece parte dello schermo difensivo delle portaerei e non ebbe alcun ruolo di rilievo nella battaglia. Scortò quindi il gruppo rifornimento a Truk e, per il mese di settembre, fu pressoché sempre impegnato nelle regolari sortite della flotta dall'atollo alle acque a settentrione delle Salomone. Soltanto il 29 settembre ebbe ordine di spostarsi alle isole Shortland, raggiunte il 1º ottobre, per contribuire ai viaggi del Tokyo Express: nelle notti del 3, 6 e 9 ottobre completò con successo tre trasporti truppe a Guadalcanal e il 10 lasciò l'arcipelago per rientrare a Truk e unirsi alla flotta, che stava preparandosi a un altro confronto con la United States Navy. Nel corso della dura battaglia delle isole Santa Cruz (25-26 ottobre) l'Akigumo fu assegnato alla "Forza d'avanguardia" del contrammiraglio Hiroaki Abe e sostenne un paio di attacchi aerei nel corso del 26, senza subire danni. Alle 21:00 circa, con il Makigumo, ebbe ordine di lanciarsi nell'area a sud-est della 3ª Flotta per investigare su una portaerei statunitense fuori combattimento, abbandonata e in fiamme – risultato della serrata battaglia tra portaerei. Il relitto in rovina era la USS Hornet e le sue condizioni erano tali che i giapponesi rinunciarono a impossessarsene; l'Akigumo e il gregario l'affondarono con quattro siluri (due ciascuno) attorno alle 22:30. Tornati a Truk, scortarono con diversi altri cacciatorpediniere la portaerei Zuiho e l'incrociatore pesante Kumano fino nelle acque metropolitane, raggiunte il 7 novembre. L'Akigumo fu raddobbato ma, per il resto del 1942, la sua attività non è nota.

### 1943
Il 18 gennaio 1943 l'Akigumo riappare come scorta alla portaerei Zuikaku, che accompagnò da Iwakuni fino a Truk, raggiunta il 23. Proseguì per le Shortland, facendo anche una tappa a Rabaul, e nell'arcipelago fu subito coinvolto nell'evacuazione finale di Guadalcanal; partecipò a tutte e tre le fasi dello sgombero, compreso il ritiro del presidio dalle isole Russell. Il 12 febbraio salpò dalle Shortland e si portò il 16 alle isole Palau per rafforzare le difese dei convogli che spesso transitavano per le isole, peraltro uno dei punti focali dei traffici marittimi giapponesi. Si aggregò al Nagatsuki e all'Isonami per accompagnare la terza sezione del convoglio Hei No. 3 a Wewak, dove si stava trasferendo la 41ª Divisione fanteria: la missione fu completata e il 28 era di nuovo alle Palau. Il 6 costituì con il Kazagumo, lo Yugumo, il Satsuki e il Samidare lo schermo difensivo al primo scaglione del convoglio che trasportava la 20ª Divisione fanteria alla baia Hansa, nella Nuova Guinea orientale; l'Akigumo accompagnò le navi anche nel ritorno e dovette mandarne a fondo una, gravemente colpita da velivoli avversari. Tornò a Rabaul per il 23 e difese un convoglio diretto alle Shortland, da dove completò trasporti rapidi alla volta di Kolombangara, Buka e Capo Gloucester (1º-11 aprile). Dopo aver scortato la nave appoggio idrovolanti Kamikawa Maru a Truk tra il 18 e il 21, ripartì il 3 maggio con i cacciatorpediniere Yugumo, Yukikaze, le portaerei Zuikaku, Zuiho e l'incrociatore leggero Agano con rotta Kure, arrivando in porto l'8 per un esteso raddobbo. Nel corso dei lavori la contraerea fu incrementata: gli impianti binati di cannoni Type 96 da 25 mm, situati ai lati del fumaiolo posteriore, furono scambiati con due installazioni triple e una coppia di Type 96 fu piazzata davanti alla torre di comando, su una piattaforma appositamente costruita. Infine l'albero tripode prodiero fu rinforzato per ospitare una piattaforma sorreggente un radar Type 22, adatto all'individuazione di bersagli navali; alla base dell'albero fu costruita una camera per gli operatori.
Tra il 10 e il 13 giugno la 10ª Divisione al completo si spostò all'isola di Paramushiro nelle Curili, in vista di azioni nelle isole Aleutine sotto attacco statunitense. Il 7 l'Akigumo e i gregari seguirono una parte della 1ª Squadriglia che era stata incaricata di prelevare la guarnigione di Kiska; le fitte nebbie tipiche del Pacifico settentrionale, però, costrinsero ad annullare la missione. Fu ritentata con successo il 22 luglio: la navigazione non incontrò ostacoli e il 29 l'Akigumo si ancorava in rada con le altre sette navi formanti il gruppo di trasporto. Caricò 463 uomini della guarnigione che, agli inizi di agosto, lasciò a Paramushiro. Con il resto della divisione scortò quindi l'incrociatore pesante Maya dall'isola a Yokosuka (6 agosto) e, con il solo Yugumo, partì il 17 a fianco degli incrociatori pesanti Atago, Takao e della piccola portaerei Taiyo. La squadra arrivò il 24 a Truk, il 6 l'Akigumo e lo Yugumo salparono alla volta di Rabaul e, lì giunti due giorni più tardi, l'Akigumo fu selezionato quale nave ammiraglia della 3ª Squadriglia cacciatorpediniere, al comando del contrammiraglio Matsuji Ijūin e operante sotto le insegne dell'8ª Flotta – la 10ª Divisione fu del pari integrata nella squadriglia. In questo ruolo l'Akigumo capitanò le modeste forze di copertura per le evacuazioni di Kolombangara (28 settembre e 2 ottobre) e per l'isola di Vella Lavella. Al largo di quest'ultima, tuttavia, una formazione di tre cacciatorpediniere statunitensi intercettò Ijūin nella notte del 6-7 ottobre: si sviluppò un confuso combattimento notturno, durante il quale l'Akigumo sparò svariati colpi senza effetti visibili e lo Yugumo fu affondato. D'altro canto gli americani persero un cacciatorpediniere e gli altri due, molto danneggiati, ripiegarono, rendendo così possibile lo sgombero dei circa 600 giapponesi ancora a Vella Lavella. L'Akigumo tornò a Rabaul e nei due giorni seguenti completò due missioni di trasporto truppe a Capo Gloucester con la 7ª Divisione cacciatorpediniere, quindi proseguì fino a Truk. Qui si era concentrata la Flotta Combinata che, il 17, salpò in direzione dell'atollo di Eniwetok allo scopo di anticipare un possibile attacco aeronavale della Quinta Flotta statunitense che, tuttavia, non si fece vedere. L'Akigumo rientrò il 26 con le altre unità e, il 5 novembre, partì di scorta alle portaerei Zuiho e Chuyo dirette a Yokosuka: qui giunto (11 novembre) il capitano Soma cedette il comando al capitano di fregata Atsuo Iritono. Egli condusse l'Akigumo nella traversata inversa, in difesa questa volta anche della piccola portaerei Taiyo. Il 21 fu raggiunta Truk e due giorni dopo l'Akigumo seguì la 4ª Divisione (Yamagumo, Maikaze, Nowaki) per vigilare su due grosse petroliere al seguito di una formazione da battaglia operante nelle isole Marshall. Due giorni dopo, tuttavia, il sommergibile USS Searaven riuscì a silurare una delle petroliere e sfuggì al frenetico lancio di ventisei bombe di profondità dell'Akigumo, che rientrò a Truk con un centinaio di naufraghi. Dal 1º al 7 dicembre fece parte della scorta a un convoglio sulla rotta Truk-isole Palau, dove si riunì allo Yamagumo per proteggere una petroliera nel viaggio inverso, conclusosi l'11. Il giorno dopo salpò da Truk con il Kazagumo, il Tanikaze e le navi da battaglia Yamato e Musashi, alla volta del Giappone, dove poté essere revisionato approfonditamente.

### 1944 e l'affondamento

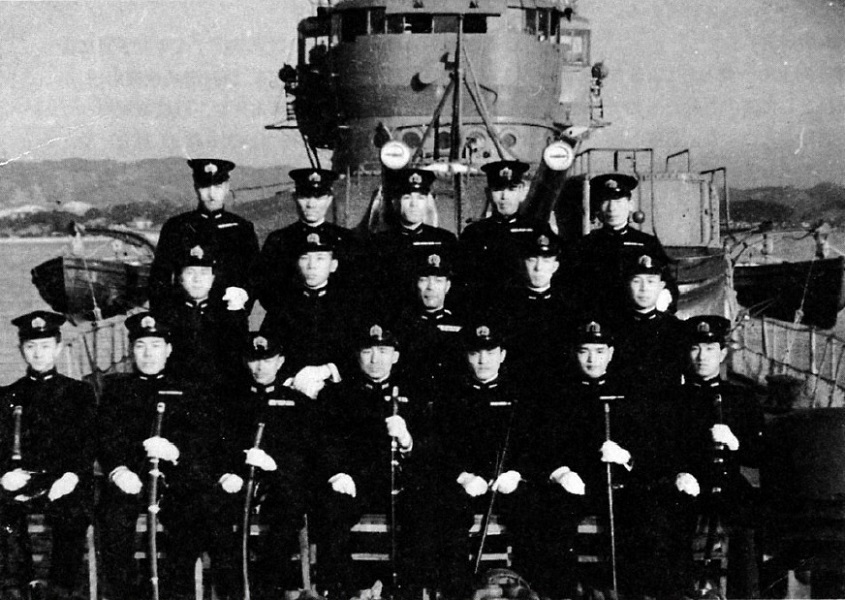
Ritratto di gruppo degli ufficiali dell'equipaggio, in posa davanti alla torre di comando e alla torretta: la foto fu scattata il 19 gennaio 1944

Durante i lavori l'Akigumo perse la torretta sopraelevata di poppa per fare posto a due installazioni triple di Type 96 da 25 mm. Inoltre, dal resoconto dell'azione contro il Searaven, apparirebbe chiaro che, già in precedenza, i paramine fossero stati rimossi, la riserva di bombe di profondità fosse stata accresciuta a trentasei e fossero state aggiunte attrezzature per meglio manovrare gli ordigni. Dopo essere anche stato ripulito in bacino di carenaggio tra il 5 e il 13 gennaio 1944, l'Akigumo rimase per circa un mese nelle acque metropolitane giapponesi e se ne allontanò il 6 febbraio per difendere la Shokaku e la Zuikaku, dirette da Kure a Singapore. Arrivati a destinazione, l'Akigumo scortò la sola Zuikaku che ripeté la stessa rotta per altre due volte; durante il ritorno si unirono anche il Kazagumo e l'incrociatore pesante Mogami e la destinazione finale fu cambiata alle isole Lingga, dove il 15 marzo gettarono le ancore. Il cacciatorpediniere si spostò in seguito a Singapore e salpò il 1º aprile mettendo la prua su Davao, carico di materiali e attrezzature per il 601º Gruppo aereo; la traversata fu movimentata dall'attacco a un presunto battello nemico e il 4 l'Akigumo arrivò a Davao e si liberò del carico, quindi rientrò a Singapore per effettuare una seconda, identica missione. Il 9 aprile era di nuovo nel porto filippino dove scaricò i materiali; poiché il cacciatorpediniere aveva subito un danno di qualche genere, il capitano Iritono chiese e ottenne di portarsi a Singapore per le riparazioni invece che tornare alle isole Lingga. Salpò subito ma, all'inizio dell'11 aprile, Iritono ricevette il categorico ordine di riunirsi alla nave appoggio idrovolanti Kiyokawa Maru, accompagnarla fino a Zamboanga e quindi arrivare alle Lingga il prima possibile. Le due unità si congiunsero la mattina stessa e l'Akigumo si mise di prua alla Kiyokawa Maru con funzioni di sentinella, seguendo una rotta a zig-zag. Il piccolo convoglio era quasi arrivato a destinazione quando, 30 miglia a sud-est della città (6°43′N 122°23′E), il sommergibile USS Redfin rilasciò i suoi siluri di poppa all'indirizzo del cacciatorpediniere, che si era avvicinato al battello con l'ennesimo cambio di direzione; alle 18:15 un ordigno detonò tra la prua e la torretta numero uno, causando la rovinosa esplosione del magazzino munizioni, mentre un secondo siluro scoppiò all'altezza dell'albero di maestra. L'Akigumo sbandò subito di 45° e cominciò a sprofondare di poppa, in preda alle fiamme. Il capitano Iritono ordinò di abbandonare l'unità e si chiuse nella propria cabina, ritenendosi responsabile del disastro. Alle 18:17 l'Akigumo era colato a picco con 137 morti e i 113 naufraghi (compresi alcuni feriti gravi) furono tratti in salvo la sera stessa da due sommergibili nipponici, avvisati da un peschereccio di passaggio. La Kiyokawa Maru, messa in allarme, evitò il Redfin e riuscì a fermarsi a Zamboanga.
Il 10 giugno 1944 l'Akigumo fu depennato dalla lista del naviglio in servizio.